# 伯夷
伯夷（はくい）は、中国伝説時代の人物。呂の祖。

## 生涯
垂の子。神農十四世の末裔であり、共工の玄孫とされる。堯に仕えて政務を補佐し、礼儀を統轄した。獄官の長として刑典を作成した。堯より姜の姓と呂の氏を賜わり、南陽宛県の西（現在の河南省南陽市臥龍区王村郷）を与えられて呂侯に封じられた。
舜の治世には秩宗となって三礼を典った。禹が治水を行った際はそれを補佐し、禹が舜に代わって政務を代行するようになると、伯夷はその股肱の臣となった。

## 参考書籍
- 程元敏『尚書周書牧誓洪範金縢呂刑篇義證』万巻楼、2011年1月1日。ISBN 978-9577397362。

| スタブアイコン | サブスタブ | この項目は、まだ閲覧者の調べものの参照としては役立たない、人物に関連した書きかけの項目です。この項目を加筆・訂正などしてくださる協力者を求めています（P:人物伝/PJ:人物伝）。 |